# Prerafaelici

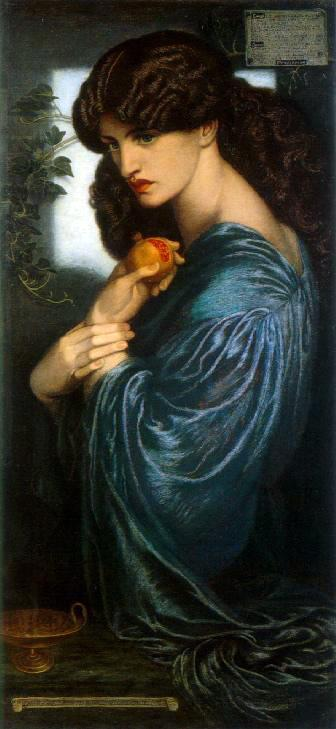
Dante Gabriel Rossetti – Prozerpina (1874)

Prerafaelici (ang. Pre-Raphaelites, Pre-Raphaelite Brotherhood) – stowarzyszenie artystyczne założone w Londynie w 1848 przez studentów Royal Academy of Arts Johna Everetta Millais’go, Williama Hunta, Dantego Gabriela Rossettiego i jego brata Williama Michaela, do których dołączyli później malarze James Collinson, literat Frederic George Stephens, rzeźbiarz Thomas Woolner, a nieco później Walter Howell Deverell i Charles Allston Collins. Z grupą związany był także malarz Ford Madox Brown.
Występowali przeciwko wiktoriańskiej, czysto akademickiej sztuce i głosili program sztuki odrodzonej moralnie, wzorowanej na twórczości mistrzów wczesnego włoskiego renesansu. Program grupy oparty był na poglądach Johna Ruskina oraz idei odnowy sztuki poprzez sięgnięcie do twórczości włoskich mistrzów wczesnorenesansowych i Williama Blake’a. Z jednej strony urzekała ich wizja średniowiecza, z drugiej usiłowali się zmierzyć z problemami swoich czasów. Ich twórczość pokrewna była działalności niemieckiej grupy nazareńczyków.

## Działalność grupy
Nurt prerafaelicki rozpowszechnił się w Europie, wielu zwolenników znalazł we Francji, Belgii, lecz także w Europie Środkowej. Był ważnym elementem kształtującego się ruchu odnowy sztuki rzemiosła w Wielkiej Brytanii – Arts and Crafts.
Od 1848 roku młodzi artyści kopiowali ryciny w Towarzystwie Cyklograficznym (Cyclographic Society) i spotykali się w pracowni Hunta na Cleveland Street lub w rodzinnym domu Millais’go.

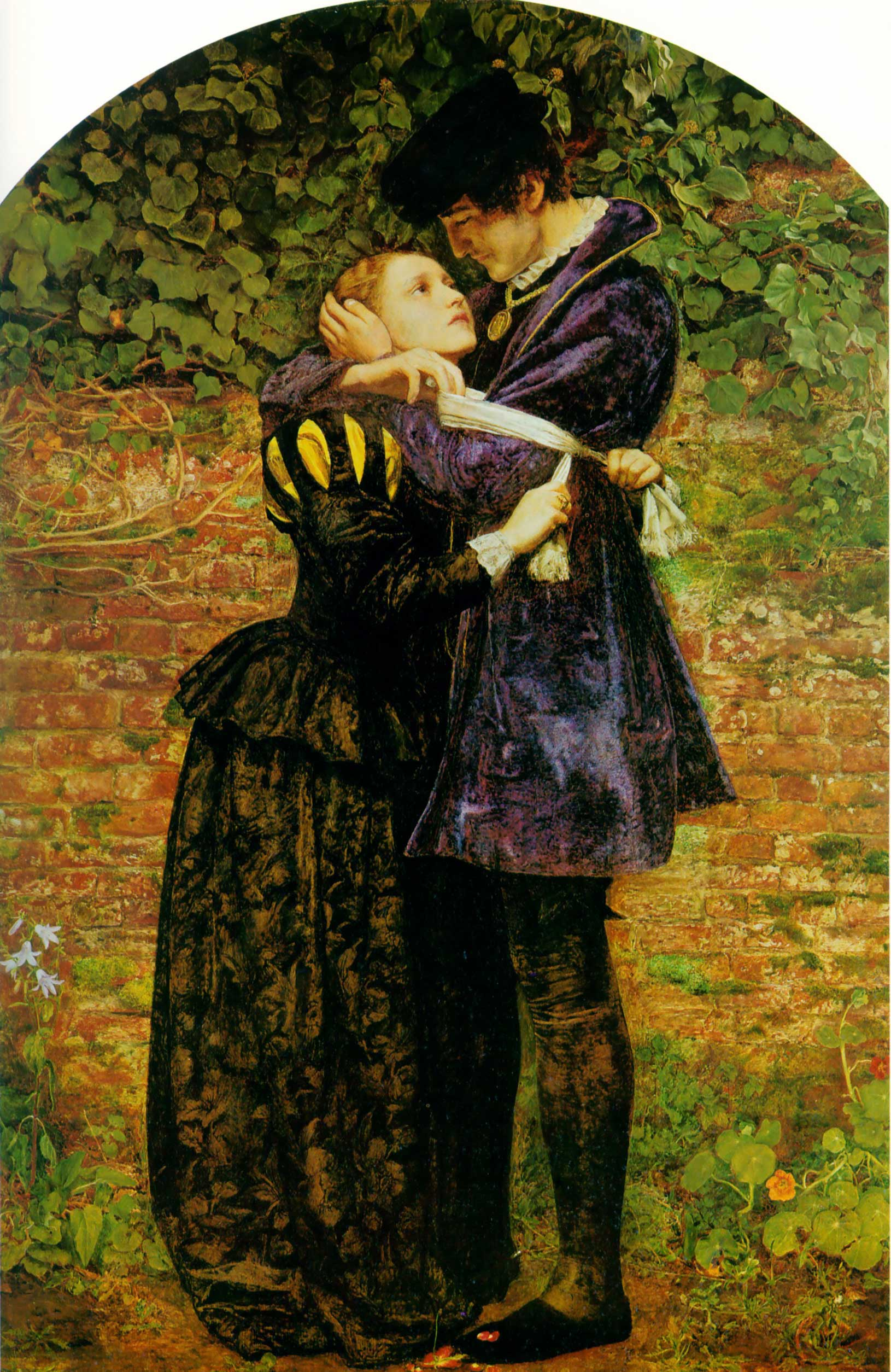
John Everett Millais – Hugonot w noc św. Bartłomieja (1852)

Rossetti i jego uczniowie – Morris i Burne-Jones, wspólnie dali początek sztuce użytkowej, zakładając sklep z zaprojektowanymi przez siebie przedmiotami codziennego użytku.
Swej działalności nie ograniczali jedynie do malarstwa. Rozważania o sztuce oraz poezje, nawiązujące do Petrarki i średniowiecznych ballad angielskich, zamieszczali w piśmie „The Germ” (Zarodek), którego zdołali wydać tylko cztery numery. Z Bractwem związani byli również malarze Walter Crane oraz William Morris, który w 1890 roku otworzył drukarnię na przedmieściach Londynu, z zamiarem przywrócenia piękna książce, widząc przyczynę jej upadku w nowoczesnych wynalazkach i umasowieniu produkcji. W drukarni Morrisa druki składano ręcznie i odbijano na ręcznych prasach. Ideałem prerafaelitów była książka renesansowa i pięknie iluminowane średniowieczne kodeksy, korzystali więc z renesansowych motywów zdobniczych, a do składu tekstu stosowali czcionkę wzorowaną na antykwie Jensona. Stawiali na estetyczny wygląd i artystyczne wykończenie książki, nierzadko mniejsze znaczenie miał tekst.
Jako grupa twórcza zakończyli swą działalność w 1853 roku.

## Nazwa ugrupowania
Odnosi się ona do włoskich malarzy XIV i XV wieku, takich jak Giotto czy Fra Angelico, na których zamierzali wzorować się członkowie bractwa. Pragnęli przywrócić w malarstwie, a w krytyce sztuki propagować założenia i praktykę artystyczną (np. wierność naturze, szczerość), które uważali za cechy charakterystyczne dla sztuki włoskiej przed Rafaelem.

## Cechy stylistyczne sztuki prerafaelitów
Czerpiąc tematy z Biblii i legend arturiańskich, uzupełniali je pomysłami literackimi z dzieł poetów takich jak John Keats czy Alfred Tennyson, z dramatów Szekspira albo aluzjami mistycznymi. Chętnie posługiwali się symbolami, malowali realistycznie, zawsze jednak w swoich obrazach zawierali jakieś dodatkowe, ukryte treści. Chcieli w ten sposób wrócić do „sztuki prawdziwej”, która oprócz piękna niesie też z sobą przekaz. Ulubionym motywem były piękne kobiety – często tworzyli wizerunki legendarnych bohaterek, np. Ofelii czy Laury (o rysach twarzy żon malarzy). Źródło ich inspiracji stanowiła też przyroda przedstawiana w najdrobniejszych szczegółach. Podobnie jak u poprzedzających ich nazareńczyków, zasadniczym jednak podłożem inspiracyjnym były wzorce sztuki quattrocenta i gotyku.
Prace prerafaelitów cechuje unikanie stereotypowego przedstawiania postaci; przedstawiano je nie pomijając najdrobniejszego szczegółu w wyglądzie zewnętrznym. Kompozycja jest zwykle mieszaniną archaizmu i naturalizmu. Obrazy utrzymane w duchu romantycznego symbolizmu, mistycyzmu, naiwnego sentymentalizmu, odznaczające się drobiazgowym traktowaniem realiów, ostrą paletą barw, stanowią niemal fotograficzne odwzorowanie rzeczywistości. Dalekie są jednak od realizmu – pieczołowitość, z jaką traktują detal, uwiarygodnia najbardziej fantastyczne zdarzenia i najmniej prawdopodobne postacie. Prerafaelici potrafili przenieść swoją publiczność w świat baśni, dając upragnione wytchnienie od uprzemysłowionej rzeczywistości, odartej już z wszelkich tajemnic.
W obrazach pełnych miłosnej symboliki i dydaktyzmu, prerafaelici, podobnie jak ich poprzednicy zamierzali odnowić religijność społeczną. Przedstawiali postacie świętych z czcią, ale bez patosu i sztuczności. Mimo to (a może właśnie dlatego), ich twórczość miała charakter prawdziwie mistyczny. Tematykę religijną szczególnie upodobał sobie Rossetti. Późniejsza twórczość prerafaelitów stanowi preludium dla symbolizmu.

## Krajobraz w sztuce prerafaelitów

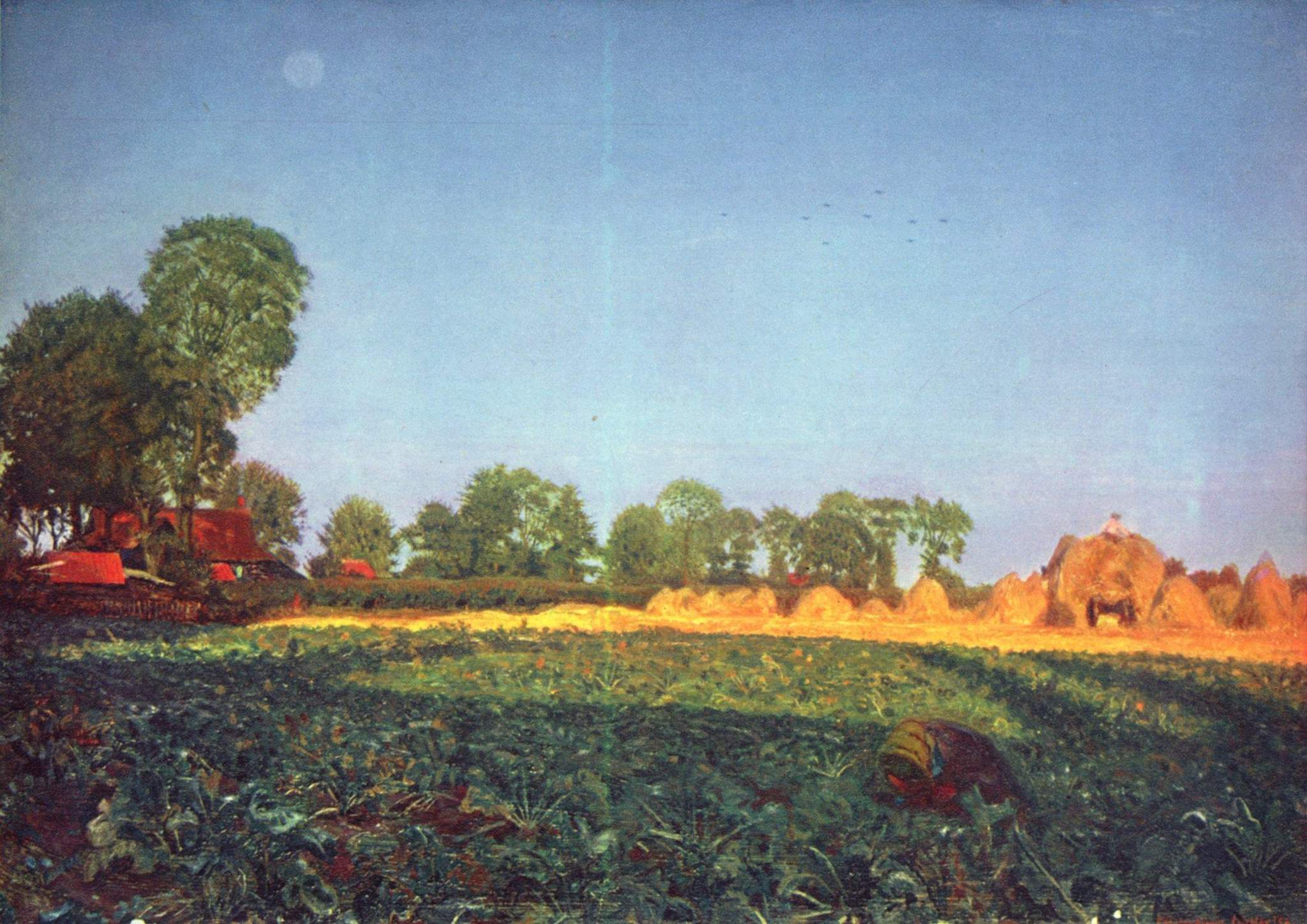
Ford Madox Brown – Zwózka zboża (1854–1855)

Krajobraz był decydującym elementem prerafaelityzmu. Prerafaelici starali się go malować, zgodnie z postulatami Ruskina, który swe główne założenia przedstawił na stronach pięciu tomów Malarzy współczesnych, w sposób jak najprawdziwszy, całkowicie przeciwny akademickiej konwencji i tradycji. Dokonali prawdziwej rewolucji wychodząc w plener. Ukazywana przez nich przyroda skrywa ogromny ładunek emocjonalny: nie ogląda się jej, lecz się ją przeżywa. Wzbudzała zainteresowanie głównie Millais’go, Hunta i Browna.

## Nowa technika
W dziewiętnastowiecznym malarstwie tradycyjnie używano bitumenu, brązowego barwnika pozwalającego na uzyskanie miękkich i ciemnych kolorów. Głęboki, brązowy odcień łamano kontrastowym światłem, powstałym po nałożeniu białego barwnika. Prerafaelici tworzyli w technice wykorzystywanej w malarstwie ściennym, adaptowanej na własne potrzeby. Dzięki niej zadziwiali czystością i intensywnością kolorów. Wybrany sposób malowania wymagał bezbłędnego dobierania kolorów i odcieni, gdyż raz popełnionego błędu nie można było zamaskować kolejnymi warstwami farby.

## Ruskin i prerafaelici
Zwrot w ocenie prac prerafaelitów przez krytykę nastąpił po spotkaniu artystów z Johnem Ruskinem. Gdy Rossetti zdradził nieopatrznie znaczenie liter „P. R. B.”, którymi sygnował obrazy, potępiła to wzburzona opinia publiczna. W tej sytuacji Ruskin, 42-letni historyk sztuki, zyskał duże uznanie po swoich pierwszych wystąpieniach w obronie malarstwa Williama Turnera. W 1851 roku wysłał do „Timesa” dwa listy, w których otwarcie bronił prac młodych malarzy. W tym samym roku Ruskin opublikował esej, zatytułowany „Prerafaelici”, prezentujący ich sztukę w kontekście współczesnej sztuki europejskiej i porównujący ją z twórczością Turnera.

## Naśladowcy
Początkowo Bractwo Prerafaelitów miało charakter ezoterycznego stowarzyszenia, które z biegiem czasu zaczęło otwierać się na publiczność, wyjaśniając znaczenie swej działalności poprzez artykuły zamieszczane w „The Germ” i uczestniczenie w szerszych dyskusjach. Ich świeżość i szczerość widać w pracach Hughesa, Dyce’a, Wallisa, Bowera, Bretta i Lindsaya Windusa; także artystów obcych, np. Cesare Saccaggi.

## Wpływ i reperkusje
Naturalizm w malowaniu przyrody wywarł znaczący wpływ na francuskich pejzażystów, zwłaszcza na Camille Corota i przedstawicieli tzw. szkoły barbizońskiej, którzy z kolei inspirowali impresjonistów. Z drugiej strony wyrazista obecność wielu ukrytych aluzji i moralistyczny wydźwięk ich dzieł utorowały drogę poezji dekadenckiej art nouveau i art déco.
Ich twórczość odegrała znaczną rolę także w ukształtowaniu się angielskiej secesji.
Prerafaelici znacząco wpłynęli również na fotografię i poszukiwania artystyczne Julii Margaret Cameron (1815–1879).

### W Polsce
Najpełniej prezentującą reminiscencje sztuki prerafaelitów w polskiej twórczości wystawę Śladami prerafaelitów. Artyści polscy i sztuka brytyjska na przełomie XIX i XX wieku zorganizowano w Oranżerii Muzeum Pałacu w Wilanowie (20 września – 19 listopada 2006 r.). Ekspozycja ta zgromadziła ok. 250 dzieł sztuki: obrazów, grafik i wyrobów rzemiosła artystycznego. Jej celem było przedstawienie rozmaitych dróg, którymi twórczość prerafaelitów przenikała do Polski, a także ukazanie stosunku polskich artystów i literatów do ich sztuki. Na przykładzie prac Stanisława Wyspiańskiego, Józefa Mehoffera, Edwarda Okunia, Jacka Malczewskiego i innych malarzy polskich, zaprezentowano podobieństwa i różnice w traktowaniu symbolicznych tematów, co miało umożliwić lepsze zrozumienie międzynarodowego charakteru sztuki europejskiej XIX wieku. Rozwinięciem idei wystawy był pokaz Polish and British Symbolism w Tate Britain (14 marca – 21 czerwca 2009), podczas którego dzieła m.in. Jacka Malczewskiego, Stanisława Wyspiańskiego, Józefa Mehoffera zostały zestawione z obrazami prerafaelitów.

## Wykaz artystów

### Bractwo Prerafaelitów
- James Collinson (malarz)
- William Holman Hunt (malarz)
- John Everett Millais (malarz)
- Dante Gabriel Rossetti (malarz, poeta)
- William Michael Rossetti (krytyk)
- Frederic George Stephens (krytyk)
- Thomas Woolner (rzeźbiarz, poeta)

### Twórcy związani z Bractwem Prerafaelitów
- Lawrence Alma-Tadema (malarz)
- John Brett (malarz)

Modelka Fanny Cornforth (Lady Lilith, 1864)

- Ford Madox Brown (malarz, projektant)
- Edward Burne-Jones (malarz, projektant)
- Charles Allston Collins (malarz)
- Frank Cadogan Cowper (malarz)
- Walter Howell Deverell (malarz)
- Arthur Hacker (malarz)
- Arthur Hughes (malarz, ilustrator)
- May Morris (projektantka)
- William Morris (projektant, pisarz)
- Christina Rossetti (poetka)
- John Ruskin (krytyk)
- Anthony Frederick Augustus Sandys (malarz)
- Thomas Seddon (malarz)
- Elizabeth Siddal (malarka, poetka i modelka)
- Simeon Solomon (malarz)
- Marie Spartali Stillman (malarka)
- Algernon Charles Swinburne (poeta, dramaturg i eseista)
- Henry Wallis (malarz)
- William Lindsay Windus (malarz)

### Luźno związani z Bractwem Prerafaelitów
- Sophie Gengembre Anderson (malarka)
- Wyke Bayliss (malarz)
- George Price Boyce (malarz)
- James Campbell (malarz)
- John Collier (malarz)
- William Davis (malarz)
- Evelyn De Morgan (malarka)
- Frank Bernard Dicksee (malarz)
- John William Godward (malarz)
- Thomas Cooper Gotch (malarz)
- Edward Robert Hughes (malarz)
- John Lee (malarz)
- Edmund Leighton (malarz)
- Charles William Mitchell (malarz)
- Frederic Leighton, 1. baron Leighton (malarz)
- Joseph Noel Paton (malarz)
- John William Waterhouse (malarz)
- Daniel Alexander Williamson (malarz)

### Modelki
- Fanny Cornforth
- Annie Miller
- Evelyn de Morgan
- Jane Morris (np. Prozerpina Rossettiego)
- Elizabeth Siddall (Rossetti)
- Marie Spartali Stillman
- Maria Zambaco